# Индоевропейские языки
Индоевропе́йские языки́ — самая распространённая в мире языковая семья, восходящая к праиндоевропейскому языку. Представлена на всех обитаемых континентах Земли, число носителей превышает 2,5 млрд. Согласно воззрениям некоторых современных языковедов, является частью макросемьи ностратических языков.

## Название
Термин индоевропейские языки (англ. Indo-European languages) был впервые введён английским учёным Томасом Юнгом в 1813 году исходя из крайних точек географического ареала семьи: от Западной Европы до Северной Индии. В немецкоязычной литературе чаще используется термин индогерманские языки (нем. indogermanische Sprachen), введённый Кондрадом Мальт-Брюном в 1810 году, в основе которого лежат названия самой юго-восточной и самой северо-западной ветвей семьи. Иногда ранее индоевропейские языки назывались «арийскими», однако в настоящее время этим термином называется подсемья индоевропейских языков, включающая нуристанскую ветвь и индоиранские языки. Другое устаревшее название индоевропейских языков — иафетические — образовано от имени одного из сыновей Ноя подобно семитским и «хамитским» языкам.

## Происхождение
Языки индоевропейской семьи происходят от единого праиндоевропейского языка, носители которого жили, вероятно, 5—6 тысяч лет назад. Существует несколько гипотез о месте зарождения праиндоевропейского языка (в частности, называют такие регионы, как Восточная Европа, Передняя Азия, степные территории на стыке Европы и Азии). С большой вероятностью археологической культурой древних индоевропейцев (или одной из их ветвей) можно считать так называемую «ямную культуру», носители которой в III тысячелетии до н. э. обитали на востоке современной Украины и юге России. Эту гипотезу подтверждают генетические исследования, которые указывают, что источником как минимум части из индоевропейских языков в Западной и Центральной Европе послужила массивная волна миграции носителей ямной культуры с территории причерноморских и поволжских степей приблизительно 4500 лет назад.
Согласно данным лексикостатистики, первым от индоевропейского ствола откололся в середине IV тысячелетия до н. э. анатолийский (хетто-лувийский) праязык, вторым — тохарский праязык, отделение которого на рубеже IV—III тысячелетия до н. э. связывают с возникновением афанасьевской археологической культуры. Оставшиеся после отделения первых двух ветвей индоевропейские диалекты, сохранившие намного более близкое родство, связывают с европейскими археологическими культурами круга шнуровой керамики и боевых топоров. Распад этого узко-индоевропейского языка на западную (германо-кельто-италийскую), праалбанскую, греко-армянскую и балтославянско-индоиранскую ветви произошёл практически одновременно в финале средней бронзы, который в степях Евразии сопровождался климатическими изменениями и миграциями.

## Внешние связи
Согласно гипотезе Х. Педерсена, развитой В. М. Илличем-Свитычем, А. Б. Долгопольским и С. А. Старостиным, праиндоевропейский язык входит в ностратическую макросемью языков. Эта гипотеза, однако, считается спорной многими индоевропеистами и компаративистами. В рамках ностратической макросемьи праиндоевропейский считался наиболее генетически близким картвельским языкам, имеющим, подобно ему, аблаут, однако впоследствии точка зрения об их особой близости была подвергнута критике. 
По данным лексикостатистики, праиндоевропейский язык демонстрирует ряд схождений в базисной лексике с прауральским языком, что может свидетельствовать об их общем происхождении. В то же время, с точки зрения фонетики и морфологии праиндоевропейский язык близок языкам Северного Кавказа, в частности, абхазо-адыгским. Это может быть связано с участием как восточноевропейских, так и кавказских охотников-собирателей в сложении «степного» генетического компонента, который ассоциируется с носителями праиндоевропейской речи.

### Индо-хеттские языки
Принимая во внимание своеобразие хетто-лувийской (анатолийской) ветви языков, в последнее время набирает популярность взгляд, не включающий эти языки в индоевропейскую семью, а объединяющий их наряду с ними в индо-хеттскую семью (надсемью). Тохарская ветвь также имеет специфические черты (связанные, вероятно, с достаточно ранним обособлением), так что, возможно, следует и их включать в классификацию более глубокого уровня, чем индоевропейские языки. Одним из первых эту гипотезу высказал Эдгар Стёртевант, а в наши дни её сторонником является голландский лингвист Алвин Клукхорст.
- Индо-анатолийские языки
  - Хетто-лувийские языки †
  - Индоевропейские языки
    - Тохарские языки †
    - Собственно индоевропейские (англ. Core Indo-European) языки

## Состав и классификация
Индоевропейская семья включает в себя албанский, армянский языки, а также славянскую, балтийскую, германскую, кельтскую, италийскую, романскую, иллирийскую, греческую, анатолийскую (хетто-лувийскую), иранскую, дардскую, индоарийскую, нуристанскую и тохарскую языковые группы. При этом италийская (если романские не считать италийскими), иллирийская, анатолийская и тохарская группы представлены лишь мёртвыми языками.

## Подробный список индоевропейских языков

Индоевропейская языковая семья. Слева — кентумные языки, справа — сатемные. Красным отмечены мёртвые языки

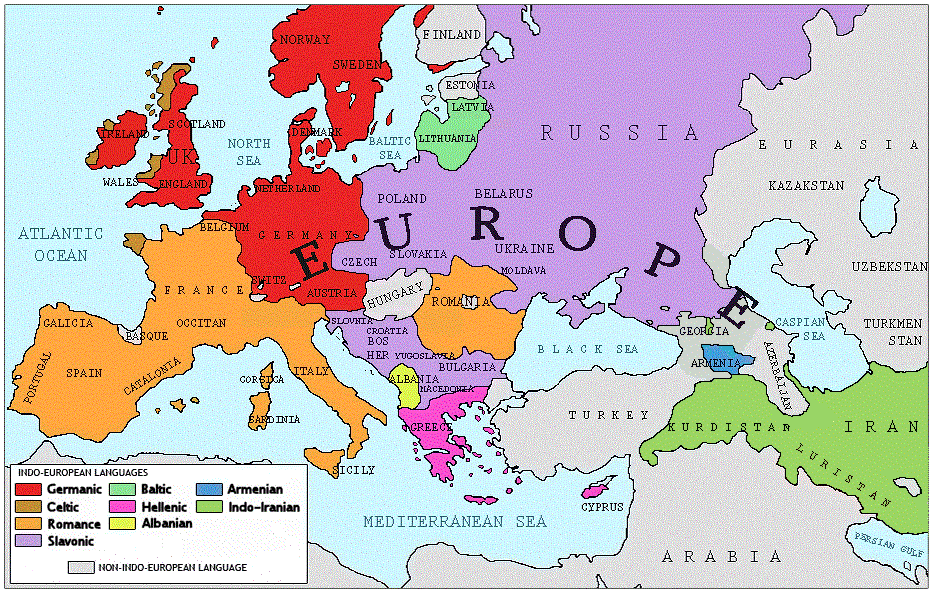
Индоевропейские языки в Европе

Примечание: знаком † обозначена мёртвая языковая ветвь или мёртвый язык

### Индоиранская ветвь

##### Нуристанская группа
- Южно-кафирская подгруппа
  - Кати (камката-вири)
  - Ашкун (ашкуну)
  - Вайгали (калаша-ала)
  - Трегами (гамбири)
- Северо-кафирская подгруппа
  - Прасун (васи-вари)

#### Индоарийская группа

Страны, в которых большинство людей говорит на индоевропейских языках
Страны, в которых индоевропейские языки имеют официальный статус, составляя меньшинство
Страны, в которых значительные языковые меньшинства говорят на индоевропейских языках, не имеющих официального статуса

- Островная подгруппа
  - Сингальский язык
  - Мальдивский язык
- Материковая подгруппа
  - Центральный кластер
    - Хинди
      - Западный хинди
        - Хиндустани
          - Фиджийский хинди

        - Брадж
        - Бундели

      - Восточный хинди
        - Авадхи
        - Багхели
        - Чхаттисгархи

    - Урду

  - Восточный кластер
    - Ассамский язык
    - Бенгальский язык
    - Бишнуприя-манипури
    - Ория (язык)
    - Бихарские языки
      - Ангика
      - Бходжпури
      - Магахи
      - Майтхили
      - Суринамский хиндустани

  - Северный кластер (пахари)
    - Гархвали
    - Кумаони
    - Непальский язык
    - Догри

  - Северо-западный кластер
    - Панджаби
    - Лахнда
      - Хиндко
      - Джакати
      - Кхетрани
      - Пахари-потвари
      - Мирпурский панджаби
      - Западный панджаби
      - Сирайки

    - Гуджарати
    - Гуджури
    - Догри
    - Цыганский язык

#### Дардская группа
- Глангали
- Калаша
- Кашмири
- Кховар
- Кохистани
- Пашаи
- Пхалура
- Торвали
- Шина
- Шумашти

#### Иранская группа
Северо-восточно-иранские
- Авестийский язык †
- Скифский язык †
- Сарматский язык †
- Аланский язык †
  - Осетинский язык
  - Ясский язык †
- Бактрийский язык †
- Согдийский язык †
  - Ягнобский язык
- Хорезмийский язык †

Юго-восточно-иранские
- Сакские языки
  - Хотано-сакский язык †
  - Тумшукско-сакский язык
- Язык пушту
  - Ванеци
- Памирские
  - Старованджский язык †
  - Зебакский язык †
  - Саргулямский язык †
  - Ваханский язык
  - Язгулямский язык
  - Бартангский язык
  - Рушанский язык
  - Хуфский язык
  - Шугнанский язык
  - Ишкашимский язык
  - Сангличский язык
  - Мунджанский язык
  - Йидга
  - Сарыкольский язык

Северо-западно-иранские
- Мидийский язык †
- Парфянский язык †
- Белуджский язык
- Азери (язык) †
  - Талышский язык
  - Тати
  - Килитский язык †

- Курдская подгруппа
  - Старокурдский †
  - Курдский язык
    - Севернокурдский
    - Центральнокурдский
    - Южнокурдский
    - Лаки
    - Заза-горани
      - Зазаки
      - Горани

- Дейлемитский язык †
- Каспийские языки
  - Гилянский язык
  - Мазандеранский язык
    - Велатру

  - Шамерзади
- Семнанский язык
- Сангесарский язык
- Диалекты Центрального Ирана
  - Сивенди
- Таджриши †

Юго-западно-иранские
- Древнеперсидский язык †
- Среднеперсидский язык (пехлеви) †
- Персидский язык (фарси)
  - Дари
  - Таджикский язык
  - Хазарейский язык
- Лурский язык
- Бахтиярский язык
- Татский язык
- Кумзари
- Башкарди

### Греко-фригийско-армянская ветвь

#### Фригийская группа†
- Фригийский язык †
- Пеонийский язык †

#### Армянская группа
- Грабар (древнеармянский язык) †
- Армянский язык — около 6,7 млн[21]
  - восточноармянский язык
  - западноармянский язык

#### Греческая группа
- Греческий язык

- Древнегреческий язык †
- Среднегреческий язык †
- Новогреческий язык
- Цаконский язык
- Итало-румейский язык (грико)
- Древнемакедонский язык †
- Еврейско-греческий диалект
- Дорийский диалект
- Эолийский диалект
- Аркадо-кипрский диалект или Аркадский диалект
- Аттический диалект
- Ионийский диалект
- Кафаревуса
- Димотика
- Румелийский диалект
- Македонский греческий диалект
- Фракийский греческий диалект
- Эпирский диалект
- Фессалийский диалект
- Пелопоннеско-ионийский диалект
- Афинский диалект
- Кипрский греческий язык
- Критский диалект
- Каппадокийский греческий язык
- Понтийский язык
- Маниотский диалект
- Сфакиотский диалект
- Химариотский диалект

#### Парацыганские языки на греческой основе
- Цыгано-греческий язык

### Палеобалканские языки
Внутри палеобалканских языков прослеживаются родственные группы, но объединение всех данных языков в единую ветвь представляется спорным; сходство лексики могло быть приобретённым.

#### Иллирийская группа
- Иллирийский язык †
- Мессапский язык †

#### Иллирийско-Албанская группа
- Албанский язык
- Гегский диалект албанского языка
- Тоскский диалект албанского языка
- Арберешский диалект
- Арнаутский диалект

#### Фракийская группа†
- Фракийский язык †
- Дакский язык †

### Балто-славянская ветвь

#### Славянская группа
- Южнославянские
  - Юго-восточная подгруппа
    - Болгарский язык — 9 млн чел.
    - Македонский язык — 2 млн чел.
    - Старославянский язык †
      - Церковнославянский язык

  - Юго-западная подгруппа
    - Словенский язык — 2 млн чел.
    - Сербохорватский язык (штокавский) — 17 млн чел.
      - Сербский язык (экавский и иекавский) 8,2 млн чел.
        - Черногорский язык (иекавский) 0,3 млн чел.

      - Боснийский язык (иекавский) 2 млн чел.
      - Хорватский язык (иекавский) 7 млн чел.
        - Кайкавский
        - Молизско-хорватский — 4 тыс. чел.
        - Градищанско-хорватский — 35 тыс. чел.
- Западнославянские
  - Лехитская подгруппа
    - Кашубский — 150 тыс. чел.
    - Полабский †
    - Польский — 44 млн чел.
    - Силезский — 60 тыс. чел
    - Моравский диалект
    - Словинский †

  - Лужицкая подгруппа
    - Верхнелужицкий — 40 тыс. чел.
    - Нижнелужицкий — 14 тыс. чел.

  - Чехословацкая подгруппа
    - Словацкий — 5 млн чел.
    - Чешский — 11 млн чел.
- Восточнославянские
  - Древнерусский язык †
  - Русский язык — 170 млн[22] чел.
    - Северорусское наречие
    - Южнорусское наречие

  - Древненовгородский и древнепсковский диалекты †
  - Западнорусский письменный язык †
  - Украинский язык — 45 млн чел.[23]
    - Русинский язык (некоторыми лингвистами признаётся отдельным языком)[24] — 60 тыс. чел.
    - Югославско-русинский язык — 35 тыс. чел.

  - Белорусский язык — 8 млн чел.

#### Парацыганские языки на славянской основе
- Сэрвицкий диалект
- Цыгано-сербский язык
- Чешский цыганский язык или Богемский цыганский язык

#### Балтийская группа
- Восточная подгруппа
  - Литовский язык — 3,5 млн чел
  - Латышский язык — 2 млн чел
  - Латгальский язык — 0,25 млн чел
  - Галиндский язык †
- Западная подгруппа
  - Прусский язык †
  - Ятвяжский язык †
- Днепровско-окская подгруппа
  - Днепровско-окский язык †
    - Голядский язык †

### Германская ветвь

#### Западногерманская группа

##### Англо-фризскаяподгруппа
- Древнефранцузский (франкский) язык †

- Английский кластер
  - Древнеанглийский язык †
  - Среднеанглийский язык †
  - Английский язык
    - Йола †
    - Фингальский язык †

  - Шотландский (англо-шотландский) язык
- Фризский кластер
  - Древнефризский язык †
  - Среднефризский язык †
  - Западнофризский язык
  - Восточнофризский язык
  - Севернофризский язык

##### Южногерманскаяподгруппа
- Нижнефранкский кластер
  - Древнефранкский язык †
  - Древненижнефранкский (древненидерландский) язык †
  - Средненидерландский язык †
  - Нидерландский язык
    - Африкаанс (ранее известен как бурский язык)

  - Зеландский диалект
  - Брабантский диалект
  - Фламандский язык
  - Голландский диалект
  - Немецко-платский диалект
  - Лимбургский язык

- Нижненемецкий кластер
  - Древнесаксонский язык †
  - Средненижненемецкий язык †
  - Древнеютландский язык †
- Верхненемецкий кластер
  - Древневерхненемецкий язык †
  - Средневерхненемецкий язык †
  - Средненемецкие диалекты
    - Немецкий язык
    - Люксембургский язык
    - Еврейский язык (идиш)

  - Южнонемецкие диалекты
    - Баварский (баваро-австрийский) диалект
    - Австрийский немецкий язык
    - Алеманнский диалект
    - Швейцарский немецкий язык

#### Северогерманская (скандинавская) группа
- Островная подгруппа (исторически относится к западноскандинавским языкам)
  - Древнеисландский язык †
    - Исландский язык
    - Фарерский язык
    - Норн † (был распространён на Оркнейских и Шетлендских островах, вымер в XVIII веке)
    - Гренландский язык (германский) †
- Континентальная подгруппа
  - Западноскандинавские языки
    - Древнедатский язык †
      - Датский язык

    - Древненорвежский язык †
      - Норвежский язык
        - Ландсмол
        - Букмол
        - Нюнорск

  - Восточноскандинавские языки
    - Древнешведский язык †
      - Шведский язык
        - Шведское наречие в Финляндии
        - Сконское наречие

    - Древнегутнийский язык †
      - Гутнийский
      - Эльвдальский диалект.

#### Восточногерманская группа †
- Готский язык †
- Крымско-готский язык †
- Вандальский язык †
- Бургундский язык †

#### Креольские языки на германской основе
Креольские языки на английской основе
- Белизское наречие
- Райсальский креольский язык
- Ямайский креольский язык
- Афро-семинольский креольский язык
- Багамский креольский язык
- Галла
- Ангильский креольский язык
- Антигуанский диалект
- Монтсератский креольский язык
- Виргинский диалект

И другие языки на английской основе

#### Парацыганские языки на германской основе
- Англо-цыганский язык
- Датский роди
- Скандинавско-цыганский язык
- Синти-манойч

### Венетская ветвь †
Возможно, подветвь италийской ветви
- Венетский язык † (возможно, также либурнский язык и истрский язык)

### Италийская ветвь
- Оскско-умбрские языки (Сабельские) †
  - Оскский язык †
  - Умборский язык †

- Латино-фалискские языки
  - Фалискский язык †
  - Латинский язык †
    - Классическая латынь †
      - Церковная латынь

    - Народная латынь † , от которой происходит:

#### Романская группа
Исторически подгруппа в составе латино-фалискской группы.
- Балкано-романская подгруппа
  - Арумынский язык
  - Истрорумынский язык
  - Мегленорумынский язык
  - Румынский язык
    - Молдавский язык

  - Валашский язык
  - Тимочский диалект
- Далматинская подгруппа †
  - Далматинский язык †
- Галло-романская подгруппа
  - Французский язык
  - Нормандский язык
  - Англо-нормандский язык
  - Валлонский язык
  - Пикардский язык
  - Анжуйский диалект
  - Язык ойль
  - Язык галло
  - Пуатевинское наречие
  - Сентонжское наречие
  - Франко-контийский язык
  - Лотарингское наречие
  - Шампанский язык
- Окситано-романская подгруппа
  - Каталанский язык
  - Валенсийский диалект
  - Балеарский диалект
  - Андоррский диалект
  - Окситанский язык
- Итало-романская подгруппа
  - Северные диалекты / языки:
    - Пьемонтский язык (пьемонтский диалект)
    - Лигурский язык (современный) (лигурский диалект)
      - Генуэзский диалект

    - Ломбардский язык (ломбардский диалект)
    - Эмилиано-романьольский язык (эмилиано-романьольский диалект)
    - Венетский язык (современный) (венецианский диалект)
    - Истророманский язык (истриотский; не путать с истрорумынским)

  - Центральные диалекты / языки:
    - Итальянский язык
    - Тосканский диалект
    - Умбрский диалект
    - Римский диалект
    - Корсиканский язык (корсиканский диалект)
    - Галлурский диалект
    - Сассарский язык

  - Южные диалекты / языки:
    - Абруццский диалект
    - Апулийский диалект
      - Фоджиано (Foggiano)
      - Баресе (Barese)
      - Тарантино (Tarantino)

    - Неаполитанский язык (неаполитанский диалект)
    - Севернокалабрийский диалект
    - Сицилийский язык (сицилийский диалект)
      - Салентинский (Salentino) диалект
      - Южнокалабрийский диалект

  - Островные диалекты / языки:
    - Сардинский язык
      - Кампиданский диалект
      - Логудорский диалект
- Иберо-романская подгруппа
  - Арагонский язык
  - Испанский язык
  - Астурлеонский язык
  - Астурийский язык
  - Леонский язык
  - Галисийский язык
  - Португальский язык
  - Ангольский португальский язык
  - Бразильский португальский язык
  - Мозамбикский португальский язык
  - Галисийско-португальский язык
  - Галисийско-астурийский язык
  - Фала де Шалима
  - Сильбо гомеро
  - Эстремадурский язык
  - Кантабрийский диалект
  - Кастуо
  - Мирандский язык
  - Ладино
  - Кастильский диалект
  - Латиноамериканский испанский язык
  - Карибский испанский язык
  - Канарский испанский язык
  - Американский испанский язык
  - Диалекты испанского языка
- Рето-романская подгруппа
  - Ретороманский язык
  - Фриульский язык
  - Ладинский язык (не путать с ладино!)

#### Креольские языки на романской основе
Креольские языки на испанской основе
- Чабакано
- Паленкеро

Креольские языки на португальской основе
- Кабувердьяну
- Гвинейский креольский язык
- Аннобонский язык
- Принсипийское наречие
- Форру
- Индо-португальский креольский язык
- Нортейро
- Даманский диалект
- Диу диалект
- Кристи
- Керальское наречие
- Вайпимский диалект
- Коромандельское наречие
- Бенгальско-португальский креольский язык
- Шри-ланкийский португало-креольский язык
- Кшерденский язык
- Маканский язык
- Малайско-португальский креольский язык
- Малаккское наречие
- Мардейкское наречие
- Папиа-тугу
- Тернатское наречие
- Тиморское наречие
- Тайско-португальский креольский язык
- Бирманско-португальский креольский язык
- Папьяменто

Креольские языки на французской основе
- Гаитянский креольский язык
- Луизианский креольский язык
- Антильский франко-креольский язык
- Гваделупский креольский язык
- Гваделупско-мартиникское наречие
- Доминикско-сентлюсийское наречие
- Сан-мигельский диалект
- Гвианский креольский язык
- Амапанское наречие
- Маскаренский креольский язык
- Реюньонский диалект
- Бурбонский диалект
- Маврикийско-сейшельское наречие
- Маврикийский креольский язык
- Родригесский диалект
- Агалегский диалект
- Чагосский диалект
- Сейшельский креольский язык
- Тай-бой
- Тайо

И другие креольские языки на испанской, на португальской и на французской основе

#### Парацыганские языки на романской основе
- Испанский кало
- Португальский кало

### Кельтская ветвь
- Континентальная группа (возможно, парафилетическая группа) †
  - Лепонтийский язык †
  - Галльский язык †
  - Галатский язык †
  - Испано-кельтские языки
    - Кельтиберский язык †
    - Лузитанский язык † (отнесение к кельтским спорно — иногда включается в италийские языки)
- Гойдельская группа
  - Ирландский язык (Ирландский гэльский)
  - Гэльский язык (Шотландский гэльский)
  - Мэнский язык
- Бриттская группа
  - Древневаллийский язык †
  - Средневаллийский язык †
  - Валлийский язык
  - Среднебретонский язык †
  - Бретонский язык
  - Корнский язык
  - Кумбрийский язык †

#### Парацыганские языки на кельтской основе
- Валлийско-цыганский язык
- Шелта

### Тохарская ветвь†
- Агнейский язык или Тохарский А †
- Кучанский язык или Тохарский Б †
- Кроварьянский язык или Тохарский В †
- Турфанский язык или Тохарский Г †

### Анатолийская (хетто-лувийская) ветвь†
- Палайская группа †
  - Палайский язык †
- Хеттская группа †
  - Хеттский язык †
  - Карийский язык †
  - Каппадокийский язык †
- Лувийская группа †
  - Лувийский язык †
  - Ликийский язык †
  - Исаврский язык †
  - Киликийский язык †
  - Писидийский язык †
  - Сидетский язык †
- Лидийская группа †
  - Лидийский язык †
- Троянская группа †
  - Троянский язык †
- Филистимская группа †
  - Филистимский язык †

### Отвергнутые или недостоверные гипотезы
Для следующих мёртвых языков ещё в середине XX в. предполагалось индоевропейское происхождение, но в настоящий момент оно отвергнуто либо подвергается сомнению большинством исследователей:
- Этрусский язык †
- Пеласгский язык †
- Минойский язык †
- Хурритский язык † и урартский язык †

Спорным является статус элимского † и северопиценского † языков. Родство кутийского языка † с тохарскими языками † (согласно Т. В. Гамкрелидзе и В. В. Иванову) также не общепризнано. Также были написаны работы Дж. Форни о родстве баскского языка с кельтскими (бриттские, P-ветвь) и И. Чашуле о родстве бурушаски с фригийским языком, но эти два объединения были отвергнуты большинством исследователей, более того, лишь относительно малое количество слов и грамматики было проанализировано в обоих случаях.